# Sarracenia wrigleyana
Sarracenia wrigleyana är en flugtrumpetväxtart som beskrevs av Hort. Veitch. Sarracenia wrigleyana ingår i släktet flugtrumpeter, och familjen flugtrumpetväxter. Inga underarter finns listade i Catalogue of Life.